# 홍잠언
홍잠언(洪箴言, 2011년 6월 3일 ~ )은 대한민국의 트로트 가수이다.

## 학력
- 계촌초등학교 (전학)
- 평창초등학교(졸업)
- 평창중학교 (재학)

## 앨범
- 《내가 바로 홍잠언이다》
- 《남자다》

## 가족 관계
- 부모님
- 누나

## 방송
- 《내일은 미스터트롯》 - 예선 및 본선 1라운드 (2020년, TV조선)
- 《아내의 맛》 - 트롯의 맛 코너, 임도형과 게스트 출연 (2020년, TV조선)
- 《아는 형님》 - 어린이날 특집 (2020년, JTBC)
- 《미스터리 음악쇼 복면가왕》 - 판정단 (2020년, MBC)
- 《미스터리 음악쇼 복면가왕》 - 본선 3라운드 (2020년, MBC)
- 《옥탑방의 문제아들》 게스트 (2021년, KBS2)
- 《신랑수업》 - 영탁 편 (VCR 출연) (2022년, 채널A)